# Miss América Latina
Miss Amèrica Llatina és un concurs de bellesa femenina on participen les candidates de països llatinoamericans i europeus. El concurs va ser fundat per Acirema Alayeto l'any 1981. L'empresa a càrrec de la producció anual és l'Organización Miss América Latina, Inc., que té seu a Miami (Estats Units). Els únics països en aquest certamen que han guanyat dues vegades consecutives són Estats Units (1981 i 1982) i la República Dominicana (1985i 1986).

## Guanyadores
| Any     | Nom                         | País                 |
| ------- | --------------------------- | -------------------- |
| 1981    | Lesley Quintanilla          | EUA                  |
| 1982    | Martha Álvarez              | EUA                  |
| 1983    | María Rosa                  | Puerto Rico          |
| 1984    | Mirla Ochoa                 | Venezuela            |
| 1985    | Victoria Mauríz             | República Dominicana |
| 1986    | Lucía Collado               | República Dominicana |
| 1987-88 | Lorenia Burrel              | Mèxic                |
| 1989    | Suzanne Hannaux             | El Salvador          |
| 1990    | Vanesa Holler               | Venezuela            |
| 1991    | Maria Elena Bellido         | Perú                 |
| 1992    | Ana Sofía Pereira           | Nicaragua            |
| 1993    | María Fernanda Moreales     | Guatemala            |
| 1994-95 | Priscila Furlan             | Brasil               |
| 1996-97 | Jeannette Chávez            | Costa Rica           |
| 1998-99 | Aline Resende               | Brasil               |
| 2000    | Dania Prince                | Honduras             |
| 2001    | Grace Martins               | Brasil               |
| 2002    | Claudia Cruz                | República Dominicana |
| 2003    | Maria Carolina Casado       | Venezuela            |
| 2004    | Gamalis Fermín              | Puerto Rico          |
| 2005    | Mariela Candia              | Paraguay             |
| 2006    | Melissa Quesada             | EUA                  |
| 2007    | Giannina Silva (Destituída) | Uruguay              |
| 2007    | Heidy García (Sucesora)     | Guatemala            |
| 2008    | Daniele Sampaio             | Itàlia               |
| 2009    | Johanna Solano              | Costa Rica           |
| 2010    | Carolina Lemus              | Colombia             |
| 2011    | Estafani Chalco             | Ecuador              |
| 2012    | Georgina Méndez             | Guatemala            |
| 2013    | Julia Guerra                | Brasil               |
| 2014    | Nicole Pinto (Destituída)   | Panamà               |
| 2014    | Yanire Ortiz (Sucesora)     | Espanya              |
| 2015    | Karla Monje                 | EUA                  |
| 2016    | Laura Spoya                 | Perú                 |
| 2017    | Elicena Andrada             | Espanya              |
| 2018    | Nadine Verhulp              | Països Baixos        |
| 2019-20 | Nancy Gómez                 | EUA                  |
| 2021    | Yosdany Navarro             | Venezuela            |
| 2022    | María Fátima Gaspar         | Portugal             |
| 2023    | Ana Paula Caudana           | Argentina            |